# Heinke Salisch
Heinke Salisch (Grevenbroich, 14 agosto 1941) è una politica tedesca, membro del SPD ed europarlamentare dal 1979 al 1996.

## Biografia

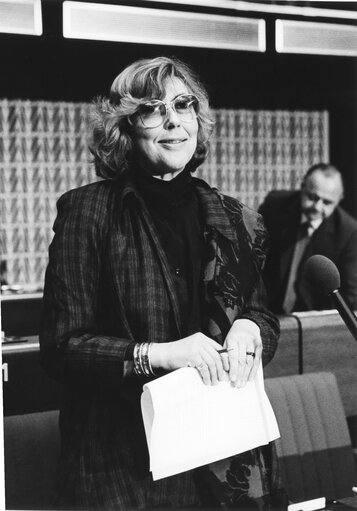
Heinke Salisch nel 1985

Heinke Salisch si laureò in linguistica applicata presso l'Università Johannes Gutenberg di Magonza nel 1961 e, quattro anni più tardi ottenne l'abilitazione all'interpretariato. Fino al 1979 lavorò come traduttrice freelance.
Intraprese l'attività politica con il Partito Socialdemocratico di Germania nel 1969 e, due anni dopo, venne eletta all'interno del consiglio comunale di Karlsruhe, dove sedette fino al 1988. Dal 1988 fu membro del comitato direttivo del Partito del Socialismo Europeo.
Prese parte come candidata alle prime elezioni dirette del Parlamento europeo, quelle del 1979 e riuscì ad essere eletta eurodeputata. Fu riconfermata nelle successive tornate elettorali del 1984, 1989 e 1994.
Dal 1984 al 1987 fu vicepresidente della commissione per l'occupazione e gli affari sociali, mentre tra il 1992 e il 1994 fu vicepresidente della commissione per le libertà pubbliche e gli affari interni.
Rassegnò le proprie dimissioni da eurodeputata a febbraio del 1996, lasciando il seggio dopo diciassette anni di permanenza, in seguito all'elezione alla carica di sindaca di Karlsruhe. Durante il suo mandato si occupò in particolar modo dell'edilizia e della trasformazione del centro cittadino; rivestì l'incarico fino al 2003.
Nel 2016 ricevette il Premio Günther Klotz, riservato a personalità particolarmente attive nell'ambito del SPD.